# Memorial (King & Princeの曲)
「Memorial」（メモリアル）は、King & Princeの楽曲。同グループ2枚目のシングルとして2018年10月10日にユニバーサルミュージックからリリースされた。

## リリース
本作のリリースは、2018年8月10日に横浜アリーナで開催された「King & Prince First Concert Tour 2018」で発表された。同時にカップリング曲をファン投票で決定することも明かされ、候補となる「Misbehave」、「秋空」、「Glass Flower」の3曲が初披露された。公式サイトではコンサートに参加できなかったファンも投票できるようにされており、9月21日に開催された同ツアーの宮城県総合運動公園総合体育館（セキスイハイムスーパーアリーナ）公演で「Glass Flower」がカップリングに決定したことが発表され、「Memorial」も初披露された。
2021年3月、2018年11月からパニック障害により療養を行ってきたメンバーの岩橋玄樹が、同月でのグループからの脱退とジャニーズ事務所からの退所を発表。これにより、今作が岩橋を含めた6人体制での最後のシングルとなった。
CDデビュー3周年にあたる2021年5月23日にKing & PrinceのYouTube公式チャンネルが開設され、24日正午より本作ミュージックビデオのYouTube Editが公開された。

### 特典
- 先着特典[13] - ステッカーシート（Aタイプ〔初回限定盤A〕、Bタイプ〔初回限定盤B〕、Cタイプ〔通常盤〕）
- ツアー会場限定予約特典 - ビックサイズポストカード

## 収録曲

### CD
※各形態最終トラックにシークレットトークを収録。

#### 通常盤
1. Memorial [4:46]
作詞：坂室賢一、作曲：川口進・坂室賢一、編曲：坂室賢一・ha-j
  - 髙橋海人・神宮寺勇太・岩橋玄樹主演 日本テレビ系シンドラ『部活、好きじゃなきゃダメですか?』主題歌[14]
2. High On Love! [3:51]
作詞：井上紗矢香、作曲：CHOKKAKU・Takuya Harada・Christofer Erixon・Joakim Bjornberg、編曲：CHOKKAKU
  - 平野紫耀主演 映画『ういらぶ。』主題歌[15]
3. Glass Flower [4:44]
作詞：miyakei、作曲：JongSung Yoon・Taehoon Lee・youwhich、編曲：JongSung Yoon・Taehoon Lee
4. 愛のすべて [4:56]
作詞・作曲：宮下智、編曲：船山基紀
5. Secret Talk [7:53]

#### 初回限定盤A
1. Memorial
2. High On Love!
3. Lover's Delight [4:47]
作詞：JUN、作曲：P3AK・Andy Love、編曲：P3AK

#### 初回限定盤B
1. Memorial
2. High On Love!
3. BEATMAKER [3:42]
作詞：MiNE、作曲・編曲：Fredrik "Figge" Bostrom・Stephan Elfgren

### DVD

#### 初回限定盤A
1. 「Memorial」Music Video
2. Making of「Memorial」

#### 初回限定盤B
1. 『King & Prince TV #1 〜メモリアルケーキを作ろう!〜』

## チャート成績
初週40.1万枚を売り上げ、2018年10月22日付オリコン週間アルバムランキングで初登場1位を記録。
デビューシングルから2作連続の初週40万枚超えを記録し、KAT-TUNの2ndシングル「SIGNAL」が初週売上45.1万枚を記録して以来、12年3ヶ月ぶり、史上2組目となった。
「第51回オリコン年間ランキング2018」のシングル部門では45.1万枚で13位にランクインした。
2020年1月26日までの累計売上枚数が50万枚を突破したことを、Billboard JAPANが発表した。